# Rigoutat
La Société Rigoutat, spécialisée dans la fabrication de hautbois et cor anglais de haute qualité a été créé par Charles Rigoutat en 1922.

## Historique
Charles Rigoutat (1892-1964) travaille très jeune pendant 5 ans en tant que « tourneur » chez  Georges Leblanc à La Couture-Boussey puis chez Cabart et encore chez Lucien Lorée, patron de la maison F. Lorée, en tant que « clétier ». 
L'entreprise familiale « Charles Rigoutat » de facture de haubois, qui porte le nom de son fondateur, est créée en 1922 à Paris. C'est après la seconde guerre mondiale vers 1945, que Charles Rigoutat, rejoint par son fils Roland âgé de 14 ans, commence réellement la fabrication de hautbois. Elle a ensuite été dirigée par Roland Rigoutat (1930-2007) qui reçoit le titre de chevalier de la Légion d'honneur, puis par Philippe Rigoutat depuis 1992. L'entreprise déménage à Joinville-le-Pont en 1968 par manque de place. En 1984, Roland Rigoutat reçoit la médaille d'or de l'artisanat français.  En 1992, la maison Rigoutat produit 800 instruments par an (dont 300 hautbois d'étude RIEC). En octobre 2005, la maison Rigoutat s'installe à St-Maur-des-Fossés. Elle emploie une trentaine de personnes, dont certains travaillent à domicile pour la finition des instruments. De 1992 à 2005, il existe un autre bâtiment à Joinville. Les produits de l'entreprise comprennent des hautbois en ébène, des cors anglais, des hautbois d'amour et des hautbois baryton. Les hautbois Rigoutat sont joués à cette époque par certains des plus grands noms du monde du hautbois, tels que Maurice Bourgue et Heinz Holliger. 
En 2019, Buffet Crampon Group reprend la marque Rigoutat dans l'objectif de développer celle-ci grâce à la présence mondiale du groupe. Par cette fusion, l'héritage Rigoutat, créé en 1922, se perpétue et chaque marque conserve son identité sonore. La plupart des grands hautboïstes de l'histoire de la musique, du XIXe au XXIe siècle, sont ainsi réunis dans la même maison. Philippe Rigoutat est chargé pour les deux marques du développement des nouveaux instruments et de la relation avec les musiciens. Certains, comme Hélène Devilleneuve, sont familiers des deux maisons, le type d'anches, point essentiel, étant commun à leurs gammes d'instruments.

## Modèles de hautbois Rigoutat
Pour lutter contre les problèmes de fentes, Rigoutat propose une option pour certains modèles de hautbois avec un corps du haut en composite ou en Delrin. Autrement, les bois utilisés sont: l'ébène du Mozambique et le bois de violette selon les modèles. 

Modèles « Étudiant »
- Initiation
- Delphine
- RIEC, (marque déposée, abréviation des 2 premières lettres de Rigoutat et Ecole) : instrument d’étude indiqué au Conservatoire de Paris avec troisième octave et Fa main gauche.

Modèles « Pro »
- Classique ou "Rigoutat à plateaux" (modèle produit depuis l'origine de la maison Rigoutat)
- Symphonie (depuis 1987), avec une perce novatrice
- Expression
- Évolution (depuis 1991), avec une perce analogue au modèle Classique
- modèle J, développé avec Jean-Claude Jaboulay, soliste de l’Orchestre de Paris et Jacques Tys

## Hautboïstes de renom jouant Rigoutat
- Maurice Bourgue
- Thomas Indermühle (de)
- Heinz Holliger
- Jacques Tys[6]
- Sébastien Giot